# Боло (нож)
Боло — общий термин, обозначающий традиционные однолезвийные малые и среднеразмерные мечи и большие ножи народов Филиппин, которые используются и как оружие, и как хозяйственно-бытовые инструменты. Характеризуются широким изогнутым клинком, сужающимся к рукояти.

## Описание
Рукоятки обычно изготавливаются из твёрдой древесины или рога животного. Хвостовик может проходить почти на всю длину рукояти; клинок как правило массивный, часто расширенный в передней части, что приводит к смещению центра тяжести (это, в свою очередь, делает такую конфигурацию удобной для рубки из-за придания дополнительного импульса).
Боевые боло отличаются продолговатым клинком без расширения на переднем конце и с выраженным колющим остриём. Боло для садовых и полевых работ обычно имеют закруглённые концы.
Разнообразие типов боло обусловлено этно-историческими и практическими причинами; этим словом могут быть названы и крупные ножи, и небольшие мечи, и сельскохозяйственное оборудование.
Боло, используемые в качестве повседневного бытового инструмента, обычно простые, лишенные декоративных элементов, их рукояти изготавливаются из местной древесины или рогов водяного буйвола. В то же время ножи с резными декоративными элементами оформления и созданные с использованием драгоценных металлов в прошлом использовались как символ статуса и высокого социального положения.

## Применение
Боло широко распространены в сельской местности, где применяются в качестве сельскохозяйственного инструмента. Обычно их используют для уборки кокосов, а также для сбора урожая местных культур (риса, маша, сои и арахиса) с террасных полей.

### Использование в качестве оружия
Боло был основным оружием, которое использовали бойцы Катипунана во время Филиппинской революции. Оно также использовалось некоторыми филиппинскими партизанами и «боломенами» во время Филиппино-американской войны.
С 1898 по 1946 год, когда Филиппины были зависимой территорией США, филиппинские бойцы, вооружённые боло, были тоже известны как «боломены». Американцы использовали их в качестве вспомогательных войск во время сражений с моро и другими народами. Боломены были эффективны в ближнем бою с противниками, вооружёнными только холодным оружием.
В прошлом боло были официально приняты вооружёнными силами США в качестве личного холодного оружия и инструмента для расчистки зарослей. Нож производился с 1897 по 1918 год и использовался вплоть до Второй мировой войны. Во время Первой мировой войны солдат армии США Генри Джонсон отразил немецкую атаку в рукопашном бою с помощью боло.
Во время Второй мировой войны бойцы 1-го филиппинского полка и 81-й дивизии армии США использовали боло для ближнего боя, за что получили прозвище «батальон моро-боло» (Moro Bolo Battalion).
7 декабря 1972 года Карлито Димахилиг напал с боло на бывшую первую леди Филиппин Имельду Р. Маркос, когда она вышла на сцену во время прямой телетрансляции церемонии награждения.
Боло также используется в арнисе в качестве части реквизита для тренировок.

## Символизм
Боло служит символом Катипунана и Филиппинской революции. На нескольких памятниках Андресу Бонифасио он изображён с боло в одной руке и флагом Катипунана в другой.

## Другие варианты использования термина
В вооружённых силах Соединённых Штатов сленговое выражение «to bolo» — провалить тест, экзамен или получить плохую оценку — появилось в объединённых филиппино-американских вооружённых силах во время Испано-американской войны и Филиппинской революции. Тем местным солдатам и партизанам, которые не смогли продемонстрировать достаточную меткость стрельбы, выдавали боло вместо огнестрельного оружия, чтобы не тратить дефицитные боеприпасы. Самый низкий уровень квалификации для получения армейского значка «Стрелок» (США) неофициально известен как значок «Боло».
В англоязычных источниках о рукопашных боевых видах спорта (особенно в боксе) термин «удар боло» используется для описания апперкота, нанесённого таким образом, чтобы имитировать движение боло во время использования.